# سرگئی فرولوف
سرگئی فرولوف (اوکراینی: Сергій Фролов؛ زادهٔ ۱۴ آوریل ۱۹۹۲) ورزشکار ورزش شنا اهل اوکراین است.
وی در مسابقات کشوری و بین‌المللی در مجموع برندهٔ ۲ مدال طلا، ۵ مدال نقره و ۶ مدال برنز شده‌است.